# 普拉夫金斯科耶湖
60°32′26″N 29°36′18″E / 60.54056°N 29.60500°E
普拉夫金斯科耶湖（俄语：Правдинское），是俄羅斯的湖泊，位於該國西北部，由列寧格勒州負責管轄，面積6.6平方公里，海拔高度14米，集水區面積519平方公里。